# Blanca Gil i Sorli
Blanca Gil Sorli (Vinaròs, Baix Maestrat, 19 de setembre de 1983) és una jugadora de waterpolo mallorquina, d'origen valencià.
Formada al Club Natació Palma, va practicar natació en categories inferiors decantant-se finalment pel waterpolo. La temporada 2000-01 va fitxar pel Club Esportiu Mediterrani i va ingressar com a esportista d'elit al CAR de Sant Cugat, aconseguint una Lliga catalana i un campionat d'Espanya júnior. La temporada següent va jugar al Club Natació Sabadell guanyant tres Lligues catalanes, dues Lligues espanyoles i dues Copes de la Reina. La temporada 2004-05 va marxar a jugar a la Lliga italiana amb el Corona Mediterrani, l'Orizzonte Catania entre 2005 i 2006, al Racing Roma entre 2006 i 2007, i tornant un altre cop a l'Orizzonte Catania entre 2007 i 2011. Durant aquest període va aconseguir dues Eurolliga de la LEN, una Copa de la LEN, una Supercopa d'Europa, cinc Lligues i dues Copes italianes. Al final de la temporada 2010-11, va intentar fitxar pel Pro Recco però el seu club d'origen no li va donar la carta de llibertat i va maniobrar per impedir aquest contracte. Sancionada dos anys sense jugar a la lliga per la Federació Italiana, va marxar a jugar a l'Olympiakos de la lliga grega. Considerada una de les millors jugadores del waterpolo estatal, degut a aquest contratemps i també la superació d'un càncer d'úter, va renunciar a participar en els Jocs Olímpics de Londres 2012.

## Palmarès
Selecció espanyola
Clubs
- 2 Eurolliga femenina de la LEN: 2005-06, 2007-08
- 1 Copa LEN de waterpolo femenina: 2006-07
- 1 Supercopa d'Europa de waterpolo femenina: 2008-09
- 2 Lliga espanyola de waterpolo femenina: 2001-02, 2003-04
- 2 Copa espanyola de waterpolo femenina: 2001-02, 2003-04
- 5 Lliga italiana de waterpolo femenina: 2005-06, 2007-08, 2008-09, 2009-10, 2010-11
- 4 Lliga catalana de waterpolo femenina: 2000-01, 2001-02, 2002-03, 2003-04